# 相模原赤十字病院

赤十字の標章

相模原赤十字病院（さがみはらせきじゅうじびょういん）は、神奈川県相模原市緑区中野にある医療機関。日本赤十字社神奈川県支部が運営する病院である。緑区の旧津久井郡地域では数少ない病院の一つであり、地域にある神奈川県立の診療所に関する条例第3条により、指定管理者として県立の診療所を管理している。

## 沿革
- 1953年（昭和28年）3月 -  中野赤十字病院として開院。一般23床。
- 1960年（昭和35年）8月 - 伝染病床を設置。
- 1964年（昭和39年）8月 - 結核病床を設置。
- 1965年（昭和40年）4月 - 津久井赤十字病院と改称。
- 1981年（昭和56年）5月 - 結核病床を一般病床に転換。
- 1998年（平成10年）3月 - 災害医療拠点病院の指定を受ける。
- 1998年（平成10年）3月26日 - 災害医療拠点病院に指定。
- 1999年（平成11年）3月 - 伝染病床を廃止。
- 2006年（平成18年） 4月 - 神奈川県の指定管理者制度により、神奈川県立「青野原、千木良、藤野診療所」の管理運営を開始する。
- 2009年（平成21年）4月1日 - DPC対象病院として承認。
- 2010年（平成22年）3月 - 神奈川DMAT医療機関の指定。
- 2014年（平成26年）4月1日 - 名称を現在の相模原赤十字病院に変更。

## 診療科
- 内科
- 外科
- 乳腺外科
- 整形外科・膝関節センター
- リハビリテーション科
- 小児科
- 眼科
- 婦人科
- 泌尿器科
- 皮膚科
- 耳鼻咽喉科
- 精神科

## 医療機関の指定等
- 保険医療機関
- 労災保険指定医療機関
- 指定自立支援医療機関（更生医療・精神通院医療）
- 身体障害者福祉法指定医の配置されている医療機関
- 生活保護法指定医療機関
- 戦傷病者特別援護法指定医療機関
- 原子爆弾被爆者一般疾病医療取扱医療機関
- 臨床研修指定病院（協力型）
- 災害拠点病院
- エイズ治療拠点病院
- DPC対象病院
- 無料低額診療事業実施医療機関
- 神奈川DMAT指定病院
- 災害対策基本法指定機関

## 交通アクセス
- JR横浜線・京王線、橋本駅より神奈川中央交通バス橋01系統三ヶ木行き乗車、バス停「日赤病院前」下車、徒歩約1分程度。